# Rudolf Kurtz
Pour les articles homonymes, voir Kurtz.
Rudolf Kurtz (né le 31 décembre 1884 à Berlin, mort le 26 juillet 1960 à Berlin-Ouest) est un publiciste, journaliste, dramaturge et scénariste allemand.

## Biographie
Rudolf Kurtz étudie la germanistique, la philosophie et l'économie, sans obtenir de diplôme. Il écrit ensuite des articles dans des revues expressionnistes comme Die Aktion ou Der Sturm.
À partir de 1913, Kurtz travaille comme dramaturge et scénariste pour Universum Film AG (UFA) pour les réalisateurs Ernst Lubitsch, Max Mack et Paul Leni. Il participe aux scénarios de Das Rätsel von Bangalor et Der weiße Schrecken.

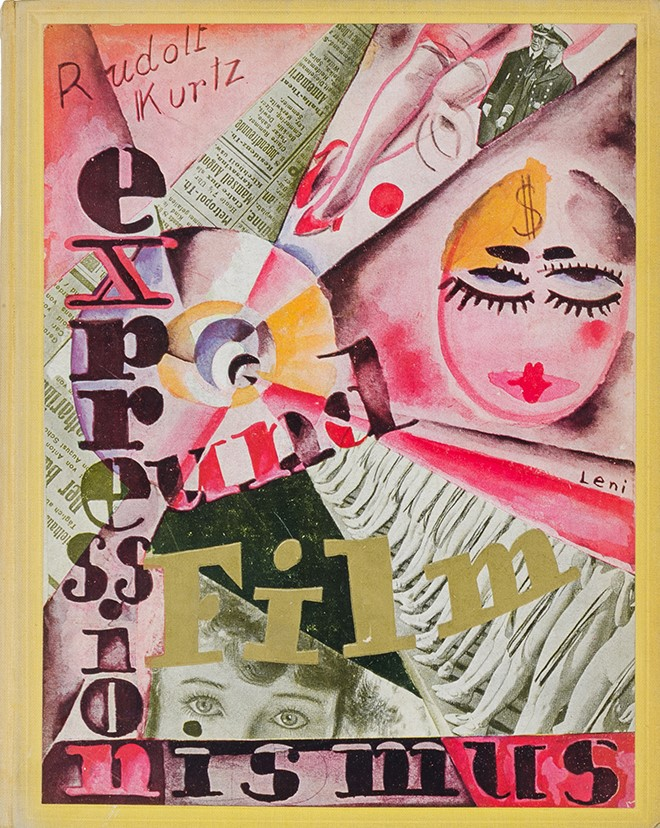
Couverture d’Expressionismus und Film par Paul Leni, 1926.

En 1919, Rudolf Kurtz devient directeur du cabaret Schall und Rauch de Max Reinhardt et écrit également des articles pour le magazine du même nom. Dans les années 1920, il est rédacteur en chef du magazine de cinéma Lichtbild-Bühne (de). Il publie en 1926 Expressionismus und Film, le premier livre sur le cinéma expressionniste. À la fin des années 1930 et au début des années 1940, il se retire de la vie culturelle et écrit plusieurs livres.
En 1945, Kurtz est nommé rédacteur en chef du journal du soir Nacht-Express (de) et actionnaire de l'Expreß-Verlag (de) par l'officier culturel soviétique Iossif Moissejewitsch Feldman (de). On rapportera que sa contribution réelle au journal est très faible au cours des premières années. Mais il en reste rédacteur en chef jusqu'à sa dissolution en 1953.